# Esqueix

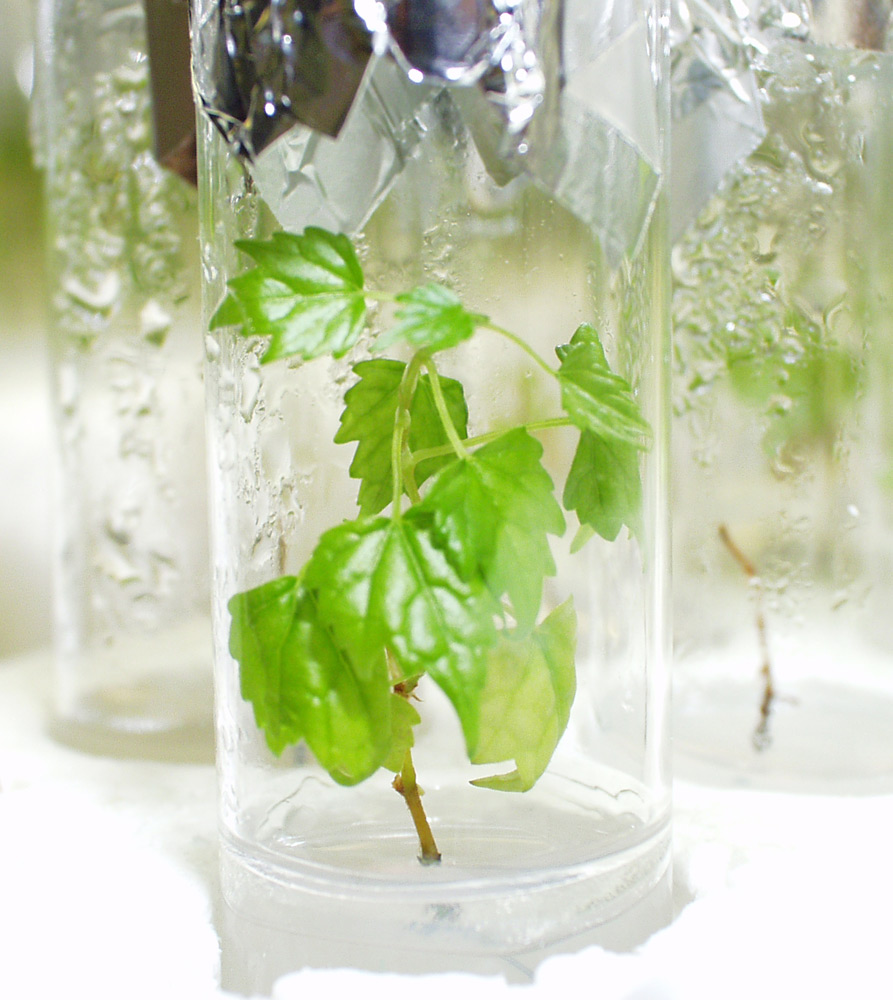
Vitis vinifera micropropagada en agarosa amb una tècnica de microesqueixat.

Un esqueix és un fragment d'una planta separat de la seva progenitora amb una finalitat reproductiva.
Poden tallar-se parts de la tija i posar-les a terra, per produir arrels. Les plantes que s'han tret amb aquest mètode són genèticament idèntiques a la seva progenitora, tenint les mateixes propietats i fenologia, és a dir, seran clons. Existeixen diferents maneres de fer esqueixos depenent del període de creixement que tingui la planta mare quan es talla l'esqueix:
- De brots. S'han de tallar a la primavera a partir de puntes de brots de creixement ràpid.
- De branques tendres. Es tallen un poc més tard que els anteriors, quan el creixement apical dels brots és més lent, però encara són verds.
- De branques semilignificades. Aquests esqueixos es tallen a acabar l'estiu, quan el creixement ha menguat, i les soques són més amples i fortes.
- De branques lignificades. Es fan d'arbres i arbusts de fulla caduca, durant el període de latència, branques llenyoses, també anomenades "estaques".

La reproducció per esqueixos és asexual pel que només cal un progenitor. Passos:
- Tallar un tros tendre i viu planta progenitora.
- Ficar-ho a un recipient amb aigua fins que desenvolupa les arrels. Este pas pot ser llevat, i continuar amb el vinent si cal, ja que a algunes plantes es podreix la soca abans de desenvolupar les arrels.
- Enterrar a la terra l'esqueix i regar un poc més del normal.

I si tot resulta bé, en pocs dies tindrem una nova planta clonada completament independent de la seua progenitora asexual. Hi ha plantes que es reprodueixen molt fàcilment amb aquest mètode.